# 八鹿車站
八鹿車站（日语：／ Yōka eki */?）是一由西日本旅客鐵道（JR西日本）所經營的鐵路車站，位於日本兵庫縣養父市八鹿町，是山陰本線沿線車站之一，隸屬於近畿統括本部的管轄範圍，但是個由JR西日本福知山MAINTEC（ジェイアール西日本福知山メンテック）代為經營的業務委託車站。

## 簡介
八鹿車站是所在地養父市的主車站，除了回送列車等少數狀況外包含特急列車在內的各級列車都會在本站停靠。除此之外八鹿車站站前也有駛往鄰近地區觀光名勝湯村溫泉的定期公車（車程約60分鐘），雖然八鹿並非距離湯村溫泉最近的車站（最近車站為濱坂），但因八鹿距離大阪、京都等人口密集的都會區較近，因此仍然是較常被利用的轉運點。

## 車站結構
側式月台1面1線與島式月台1面2線，合計2面3線的地面車站。站舍位於側式的3號月台側，島式的1、2號月台以跨線天橋連絡。
閘口的內、外均設有沖水式馬桶。

### 月台配置
| 月台 | 路線     | 方向 | 目的地                 | 備註                      |
| ---- | -------- | ---- | ---------------------- | ------------------------- |
| 1、2 | 山陰本線 | 上行 | 和田山、京都、大阪方向 | 1號月台只限一部分普通列車 |
| 3    | 山陰本線 | 下行 | 豐岡、城崎溫泉方向     |                           |

## 使用情況
根據「兵庫縣統計書」，2016年（平成28年）度1日平均上車人次為556人。
近年的1日平均上車人次如下表。
| 年度   | 1日平均 上車人次 |
| ------ | ---------------- |
| 2000年 | 806              |
| 2001年 | 789              |
| 2002年 | 758              |
| 2003年 | 778              |
| 2004年 | 768              |
| 2005年 | 749              |
| 2006年 | 743              |
| 2007年 | 702              |
| 2008年 | 665              |
| 2009年 | 623              |
| 2010年 | 613              |
| 2011年 | 607              |
| 2012年 | 621              |
| 2013年 | 637              |
| 2014年 | 564              |
| 2015年 | 573              |
| 2016年 | 556              |

## 相鄰車站
西日本旅客鐵道
 山陰本線
- 特急「東方白鸛」「城崎」「濱風」停車站

■快速、■普通
養父－八鹿－（宿南信號場）－江原

## 外部連結
- 八鹿｜車站資訊：JR出門網 - 西日本旅客鐵道